# 埼玉県道12号川越栗橋線
埼玉県道12号川越栗橋線（さいたまけんどう12ごう かわごえくりはしせん）は、埼玉県川越市と久喜市を結ぶ延長約30kmの県道（主要地方道）である。国道254号、国道17号、国道122号といった、埼玉県内を縦断する主要国道を東西に横断している。通称「川栗線」または「菖蒲新道」。

## 概要
- 起点：埼玉県川越市連雀町（連雀町交差点、埼玉県道15号川越日高線・埼玉県道229号本川越停車場線交点）
- 終点：埼玉県久喜市栗橋（栗橋交差点、国道4号・国道125号交点、埼玉県道60号羽生外野栗橋線・埼玉県道84号羽生栗橋線終点、埼玉県道3号さいたま栗橋線上）

### ルート
起点は、埼玉県道39号川越坂戸毛呂山線との交点である川越市の札の辻交差点だったが、2023年4月4日に埼玉県道15号川越日高線、埼玉県道229号本川越停車場線と交差する連雀町交差点に変更された。旧道となった川越坂戸毛呂山線は川越の中心市街を縦断し、札の辻の南はいわゆる小江戸川越の「蔵造りの街並み」で、情緒ある風景や沢山の商店が見られる。また、縁石で区切られた歩道はないが両側に石畳があり、これを歩道として利用することができる。川越坂戸毛呂山線は札の辻で西へ折れ、川越栗橋線はこれを引き継ぐ形で北上し、神明町交差点で北東へ折れ、国道254号と交差して、田畑がのぞく川越の郊外を北上する。川越市内は全体的に道幅が狭く、歩道の無い路側帯のみの区間が多い。
釘無橋で入間川と越辺川を渡り、比企郡川島町に入る。平坦な田園が広がる町の東部を縦断し、埼玉県道74号日高川島線と交差する。道幅の狭い箇所が多いが、交通量も非常に多い。2010年代にようやく一部で歩道整備が行われたものの、路側帯が狭い箇所も目立ち、歩行者・自転車の通行は注意を要する。太郎右衛門橋で荒川を越えて桶川市に入る。
桶川市内はほとんどの区間で歩道が整備されている。太郎右衛門橋を渡ると坂を登り、川田谷交差点で埼玉県道57号さいたま鴻巣線と合流して共用区間となる。坂を下り、再び登ると国道17号上尾道路と交差する。ここから4車線区間となり、再度坂を下った滝の宮交差点で埼玉県道57号さいたま鴻巣線が南へ分岐する。4車線の道でまた坂を登り、下日出谷交差点の先で下り、再度登ると平坦な桶川の中心市街となる。高崎線を陸橋でまたぎ、旧中山道（埼玉県道164号鴻巣桶川さいたま線）、国道17号、首都圏中央連絡自動車道（桶川加納インターチェンジ）と交差する。埼玉県道311号蓮田鴻巣線と交わる桶川高校入口交差点で4車線区間は終わり、北東へ直進する。上越新幹線の高架をくぐり、元荒川を渡って久喜市に入る。
久喜市内では大半で歩道が整備されているが、一部で狭く注意を必要とする区間もある。平坦な田園を北東へ進み、菖蒲町菖蒲で国道122号（騎西菖蒲バイパス）と交差、東へ向きを変え、東北自動車道を立体交差（六万部橋）でまたぐ。橋の西詰から埼玉県道146号六万部久喜停車場線が分岐する六万部橋（東）交差点までは、東北自動車道建設の際に付け替えられている。
六万部橋（東）交差点で北に折れ、北西へ向きを変えながら鷲宮地域中心部南側を通過し、東武伊勢崎線を陸橋でまたぐ。かつては鷲宮の葛梅地区のカーブ部分は直線であり、そのまま東武伊勢崎線を踏切で渡り、旧鷲宮町中心部をクランク状に通り抜けていた。さらに西へ進み、西大輪交差点で埼玉県道3号さいたま栗橋線と合流。西大輪交差点から先は終点まで4車線となり佐間（西）交差点で埼玉県道3号さいたま栗橋線とともに国道125号に合流し、国道4号、埼玉県道60号羽生外野栗橋線の栗橋交差点まで重複する。

## 桶川市内の4車線化

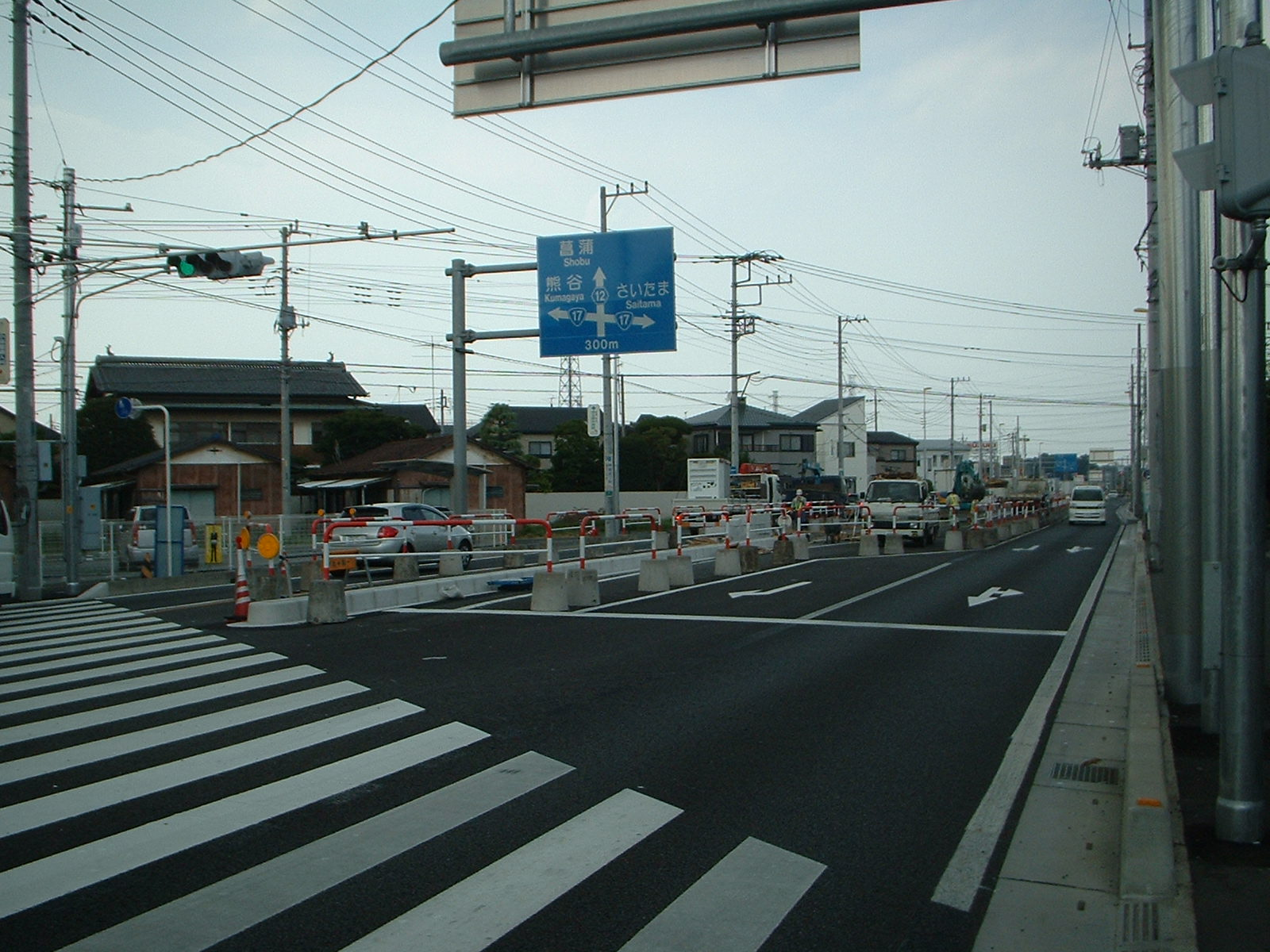
桶川市北付近（4車線化事業中）

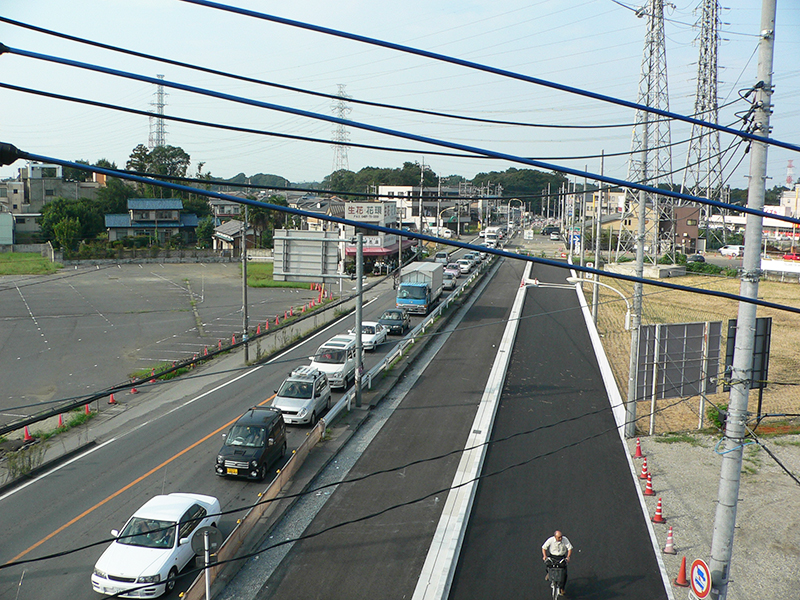
桶川市大字坂田付近（4車線化事業中）

当路線のうち、桶川市内の川田谷（狐塚）交差点から桶川高校入口交差点までの約5kmは4車線化されている。
当路線は埼玉県の東西を結ぶ主要道路の一つであるため、南北の主要道路である国道17号と交わる桶川市内での混雑がひどく、特に道幅の狭い西部の川田谷地区では生活環境が悪化していた。国道17号上尾道路や首都圏中央連絡自動車道（圏央道）の開通に伴い、この区間の交通量増加が見込まれたことから、上尾道路と圏央道桶川加納ICに挟まれた桶川市街の区間を4車線化する事業が行われた。
この区間は都市計画道路に指定されており、国道17号と交わる坂田交差点より西は滝の宮線、東は加納線となっている。

### 経過
- 1998年（平成初期） - 滝の宮線、江川にかかる「新滝の宮橋」から下日出谷地内（現在の下日出谷西、東観団地入口バス停付近）で、土地区画整理事業に合わせて一部路線新設を行い、約900メートルが4車線化された。
- 2007年（平成19年） - 滝の宮線、旧中山道と交わる市役所入口交差点から坂田交差点手前まで約600メートルの拡幅が完成（坂田交差点は未着手）。
- 2008年（平成20年） - 加納線、坂田交差点から東へ約300メートル（八雲神社手前）の拡幅が完成（坂田交差点は未着手）。
- 2009年（平成21年） - 坂田交差点の4車線化改良が完成。滝の宮線、後の川田谷（狐塚）交差点付近から滝の宮交差点まで約800メートルの別線区間が開通。「べにばな陸橋」を含む泉地内から市役所入口交差点まで、約600メートルを4車線開放。
桶川市泉からJR高崎線を超えて旧中山道へ至る「べにばな陸橋」は1994年（平成6年）10月に完成したが、当初より前後の区間を含めて4車線化に備えており、外側各1車線は暫定的に自転車・歩行者へ開放されていた。4車線化により歩行者は側道を通り、階段で歩道橋を渡ることになった（自転車通行可）。
川田谷地内の旧道は信号が全て撤去され、一部が一方通行となる。一時停止標識も新設され、制限速度も40km/hから30km/hに引き下げられた。
- 2010年（平成22年）3月28日 - 圏央道桶川北本インターチェンジと上尾道路の開通に伴い、川田谷（狐塚）交差点を設置。
この際、川越方面行きは交差点手前で1車線に絞ってから、上尾道路への右折レーンに入る形をとったため、渋滞の要因となった。そこで絞りを廃止し、右車線を上尾道路への右折専用、左車線を直進専用にすることで、渋滞を解消した。後の上尾道路全通時からは左折レーンが加えられている。
- 2013年（平成25年）
  - 3月31日 - 滝の宮線、下日出谷から泉にかけての約900メートルが、区画整理により一部区間を移設した上で暫定2車線で開通。
  - 7月31日 - 同区間が4車線で開通し、滝の宮線の事業化区間が完成。

かつてこの区間は信号機つき交差点を介して、西から北へ折れ曲がっていた。道路移設により直線化され、廃止された交差点跡はショッピングセンターの敷地となった。
- 2015年（平成27年）10月31日 - 圏央道桶川加納インターチェンジ開業に伴い、加納線の八雲神社付近から桶川高校入口交差点まで約1.2kmの4車線化が完了し、加納線の事業化区間も完成。尚、八雲神社前の歩道拡幅と急カーブ緩和工事は2021年（令和3年）1月に完成した。

## 地理

### 通過する自治体
- 埼玉県
  - 川越市
  - 比企郡川島町
  - 桶川市
  - 久喜市

### 接続する路線
交差する道路の特記がないものは市道・町道。
| 交差する道路                                | 交差する道路                                | 交差点名       | 所在地       | 最高速度 (km/h) |
| ------------------------------------------- | ------------------------------------------- | -------------- | ------------ | --------------- |
| 埼玉県道229号本川越停車場線 本川越駅方面    |                                             |                |              |                 |
| 埼玉県道15号川越日高線                      | 埼玉県道15号川越日高線                      | 連雀町         | 川越市       | 40              |
| （高澤通り）                                | （本町通り）                                | 札の辻         | 川越市       | 40              |
|                                             | 本線                                        | 神明町         | 川越市       | 40              |
| 国道254号                                   | 国道254号                                   | 宮元町         | 川越市       | 40              |
| 埼玉県道339号平沼中老袋線                   | 埼玉県道339号平沼中老袋線                   | 下狢（南）     | 比企郡川島町 | 40              |
|                                             |                                             | 表             | 比企郡川島町 | 40              |
| 埼玉県道74号日高川島線                      | -                                           | 山ヶ谷戸       | 比企郡川島町 | 40              |
| 埼玉県道57号さいたま鴻巣線                  |                                             | 川田谷         | 桶川市       | 40              |
| 国道17号（上尾道路）                        | 国道17号（上尾道路）                        | 川田谷（狐塚） | 桶川市       | 法定速度        |
|                                             |                                             | 桶川西高入口   | 桶川市       | 法定速度        |
|                                             |                                             | 滝の宮         | 桶川市       | 法定速度        |
|                                             | 埼玉県道57号さいたま鴻巣線                  |                | 桶川市       | 法定速度        |
|                                             |                                             | 下日出谷       | 桶川市       | 法定速度        |
| 埼玉県道164号鴻巣桶川さいたま線（旧中山道） | 埼玉県道164号鴻巣桶川さいたま線（旧中山道） | 市役所入口     | 桶川市       | 法定速度        |
| 国道17号（中山道）                          | 国道17号（中山道）                          | 坂田           | 桶川市       | 法定速度        |
| C4 首都圏中央連絡自動車道                   | C4 首都圏中央連絡自動車道                   | 桶川加納IC     | 桶川市       | 法定速度        |
| 埼玉県道311号蓮田鴻巣線                     | 埼玉県道311号蓮田鴻巣線                     | 桶川高校入口   | 桶川市       | 法定速度        |
| 埼玉県道77号行田蓮田線                      |                                             | 下栢間         | 久喜市       | 40              |
|                                             | 埼玉県道77号行田蓮田線                      |                | 久喜市       | 40              |
| 南北埼広域農道                              | 南北埼広域農道                              | 井天沼         | 久喜市       | 40              |
| 埼玉県道310号笠原菖蒲線                     |                                             | 小林           | 久喜市       | 40              |
| 埼玉県道313号北根菖蒲線                     |                                             | 菖蒲仲町       | 久喜市       | 40              |
| 埼玉県道149号加須菖蒲線                     | 埼玉県道5号さいたま菖蒲線                   | 菖蒲宮本       | 久喜市       | 40              |
|                                             |                                             | 工業団地入口   | 久喜市       | 40              |
| 国道122号（騎西菖蒲バイパス）               | 国道122号（騎西菖蒲バイパス）               | 菖蒲北         | 久喜市       | 40              |
| 埼玉県道370号北中曽根北大桑線               |                                             | 北中曽根       | 久喜市       | 40              |
| 本線                                        | 埼玉県道146号六万部久喜停車場線             | 六万部橋（東） | 久喜市       | 40              |
| 埼玉県道151号久喜騎西線                     | 埼玉県道151号久喜騎西線                     | 上清久         | 久喜市       | 40              |
| 埼玉県道3号さいたま栗橋線                   | 埼玉県道3号さいたま栗橋線                   | 西大輪         | 久喜市       | 法定速度        |
| 埼玉県道152号加須幸手線                     |                                             | 東大輪         | 久喜市       | 法定速度        |
| -                                           | 埼玉県道152号加須幸手線バイパス             | 八甫           | 久喜市       | 法定速度        |
| 元国道125号                                 | 元国道125号                                 | 高柳           | 久喜市       | 法定速度        |
| 国道125号（栗橋大利根バイパス）             | 埼玉県道316号阿佐間幸手線                   | 佐間（西）     | 久喜市       | 法定速度        |
| 国道4号 埼玉県道60号羽生外野栗橋線          | 国道4号 埼玉県道60号羽生外野栗橋線          | 栗橋           | 久喜市       | 法定速度        |

### 重複区間
- 埼玉県道57号さいたま鴻巣線：桶川市大字川田谷
- 埼玉県道77号行田蓮田線：久喜市菖蒲町下栢間
- 埼玉県道3号さいたま栗橋線：久喜市西大輪 - 栗橋
- 埼玉県道152号加須幸手線：久喜市東大輪 - 八甫
- 国道125号：久喜市佐間西 - 栗橋

### 交差する鉄道と河川
- 新河岸川（東明寺橋、川越市）
- 入間川・越辺川（釘無橋、川越市大字府川 - 比企郡川島町大字角泉）
- 荒川（太郎右衛門橋、比企郡川島町大字山ケ谷戸 - 桶川市大字川田谷）
- 江川（新滝の宮橋、桶川市）
- JR■高崎線（べにばな陸橋、桶川市）
- 赤堀川（加納橋、桶川市）
- 上越新幹線（桶川市）
- 元荒川（御陣屋橋、久喜市）
- 栢間赤堀（赤堀橋、久喜市）
- 野通川（小林橋、久喜市）
- 見沼代用水（中橋、久喜市）
- 備前堀川（笊田橋、久喜市）
- 備前前堀川（五ケ村落橋、久喜市）
- 東武伊勢崎線（オーバーパス、桶川市）
- 葛西用水路（上古川橋、久喜市）
- JR■宇都宮線（オーバーパス、久喜市）
- 東武日光線（オーバーパス、久喜市）

### 沿線の主な施設
| 施設                       | 所在地       | 所在地       |
| -------------------------- | ------------ | ------------ |
| 熊野神社                   | 川越市       | 連雀町       |
| 蓮馨寺                     | 川越市       | 連雀町       |
| 山崎美術館                 | 川越市       | 仲町         |
| 川越市産業観光館           | 川越市       | 新富町       |
| 川越市蔵造り資料館         | 川越市       | 幸町         |
| 時の鐘                     | 川越市       | 幸町         |
| 川越警察署神明交番         | 川越市       | 神明町       |
| 川越地区消防局川越北消防署 | 川越市       | 神明町       |
| 藤宮神社                   | 川越市       | 石田         |
| ラーメンショップ 川島店    | 比企郡川島町 | 下狢         |
| 養竹院                     | 比企郡川島町 | 表           |
| 城山公園                   | 桶川市       | 川田谷       |
| 上尾警察署川田谷駐在所     | 桶川市       | 川田谷       |
| 桶川消防署桶川西分署       | 桶川市       | 下日出谷     |
| ベニバナウォーク桶川       | 桶川市       | 下日出谷     |
| 桶川市役所                 | 桶川市       | 泉           |
| 桶川小学校                 | 桶川市       | 西           |
| 上尾警察署坂田交番         | 桶川市       | 坂田         |
| 桶川東部工業団地           | 桶川市       | 赤堀         |
| 栢間小学校                 | 久喜市       | 菖蒲町下栢間 |
| 弁天沼                     | 久喜市       | 菖蒲町下栢間 |
| 菖蒲南中学校               | 久喜市       | 菖蒲町小林   |
| 菖蒲城跡あやめ園           | 久喜市       | 菖蒲町新堀   |
| 久喜消防署菖蒲分署         | 久喜市       | 菖蒲町新堀   |
| 久喜警察署菖蒲交番         | 久喜市       | 菖蒲町新堀   |
| 菖蒲神社                   | 久喜市       | 菖蒲町菖蒲   |
| モラージュ菖蒲             | 久喜市       | 菖蒲町菖蒲   |
| 太鼓田公園                 | 久喜市       | 菖蒲町菖蒲   |
| 清久小学校                 | 久喜市       | 上清久       |
| 埼玉県立久喜特別支援学校   | 久喜市       | 上清久       |
| 太芳寺                     | 久喜市       | 上清久       |
| 光明院                     | 久喜市       | 上清久       |
| 千勝神社                   | 久喜市       | 中妻         |
| 久喜警察署鷲宮交番         | 久喜市       | 葛梅         |
| 鷲宮駅                     | 久喜市       | 葛梅         |
| 鷲宮小学校                 | 久喜市       | 葛梅         |
| 砂原小学校                 | 久喜市       | 砂原         |
| 鷲宮中学校                 | 久喜市       | 鷲宮         |

## ギャラリー

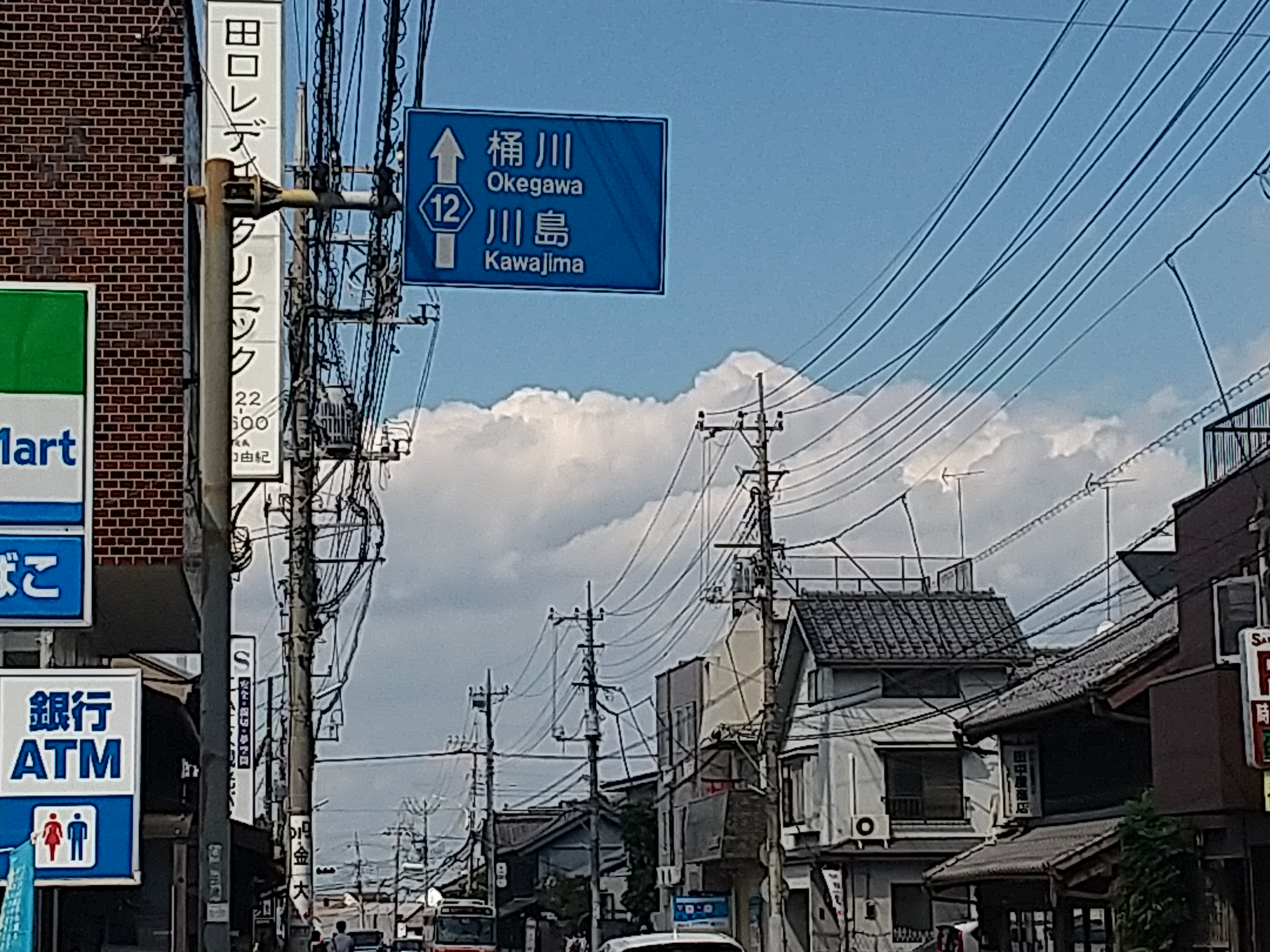
川越市喜多町付近
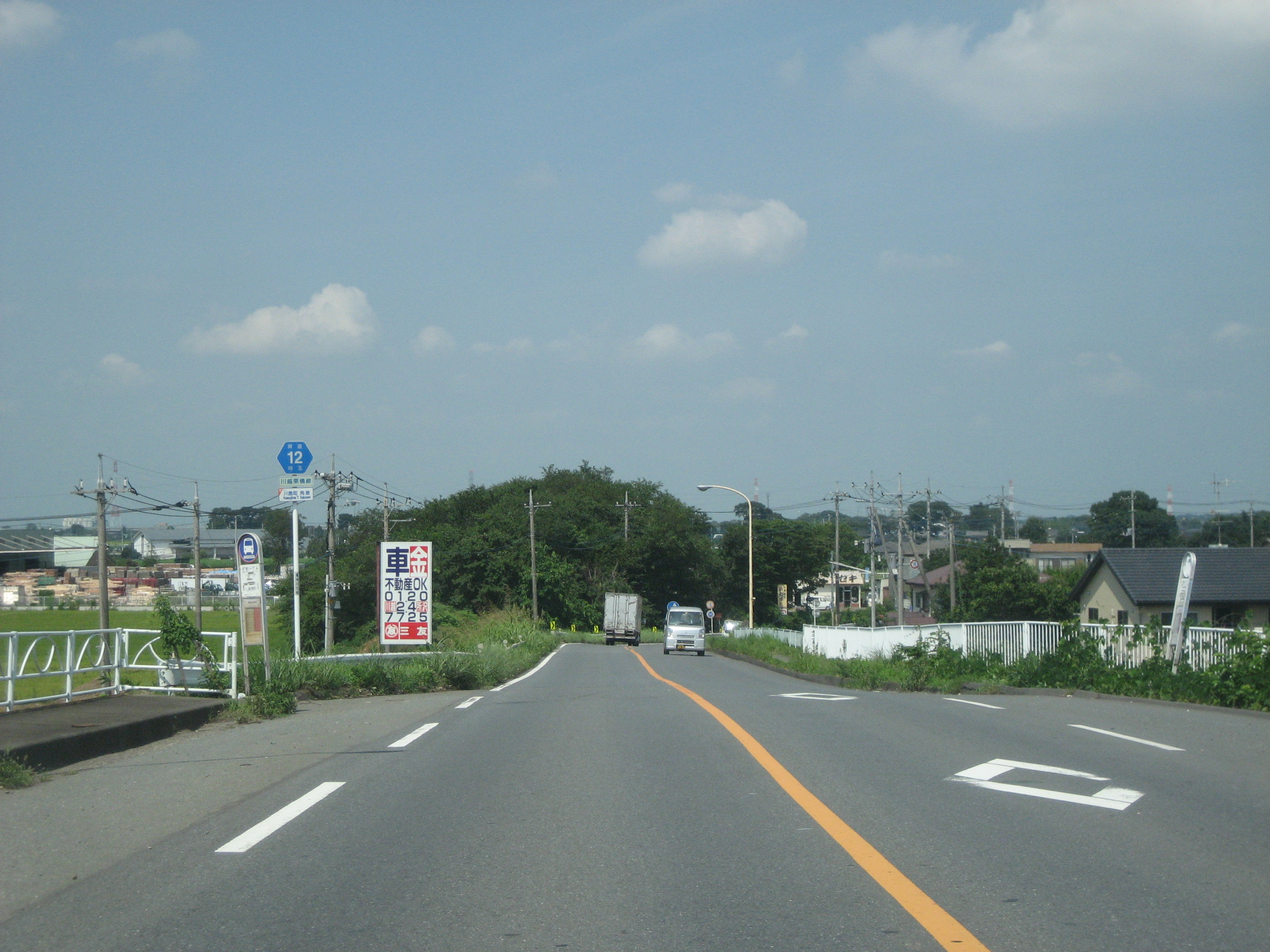
比企郡川島町大字角泉付近
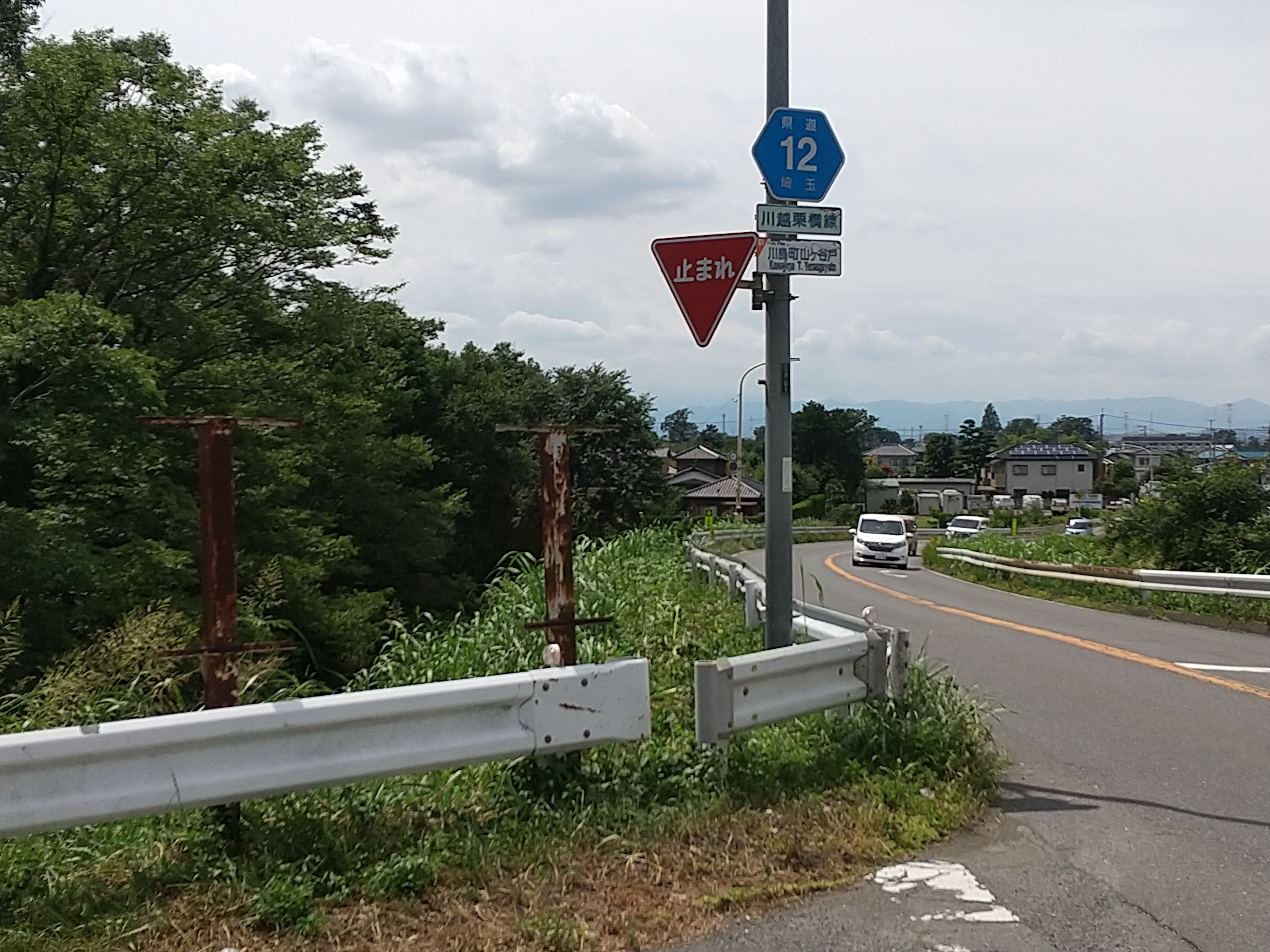
比企郡川島町山ヶ谷戸付近
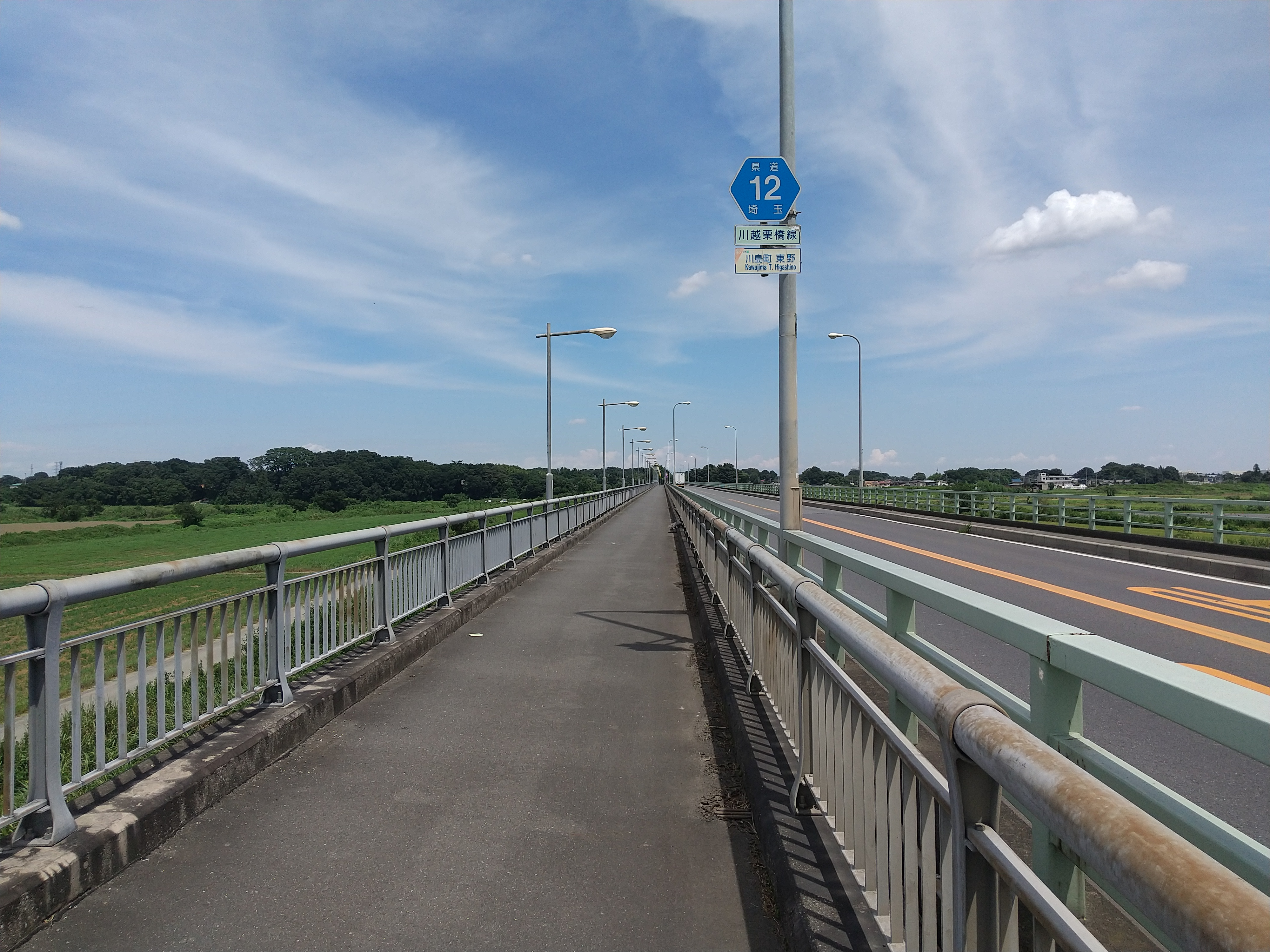
比企郡川島町東野付近
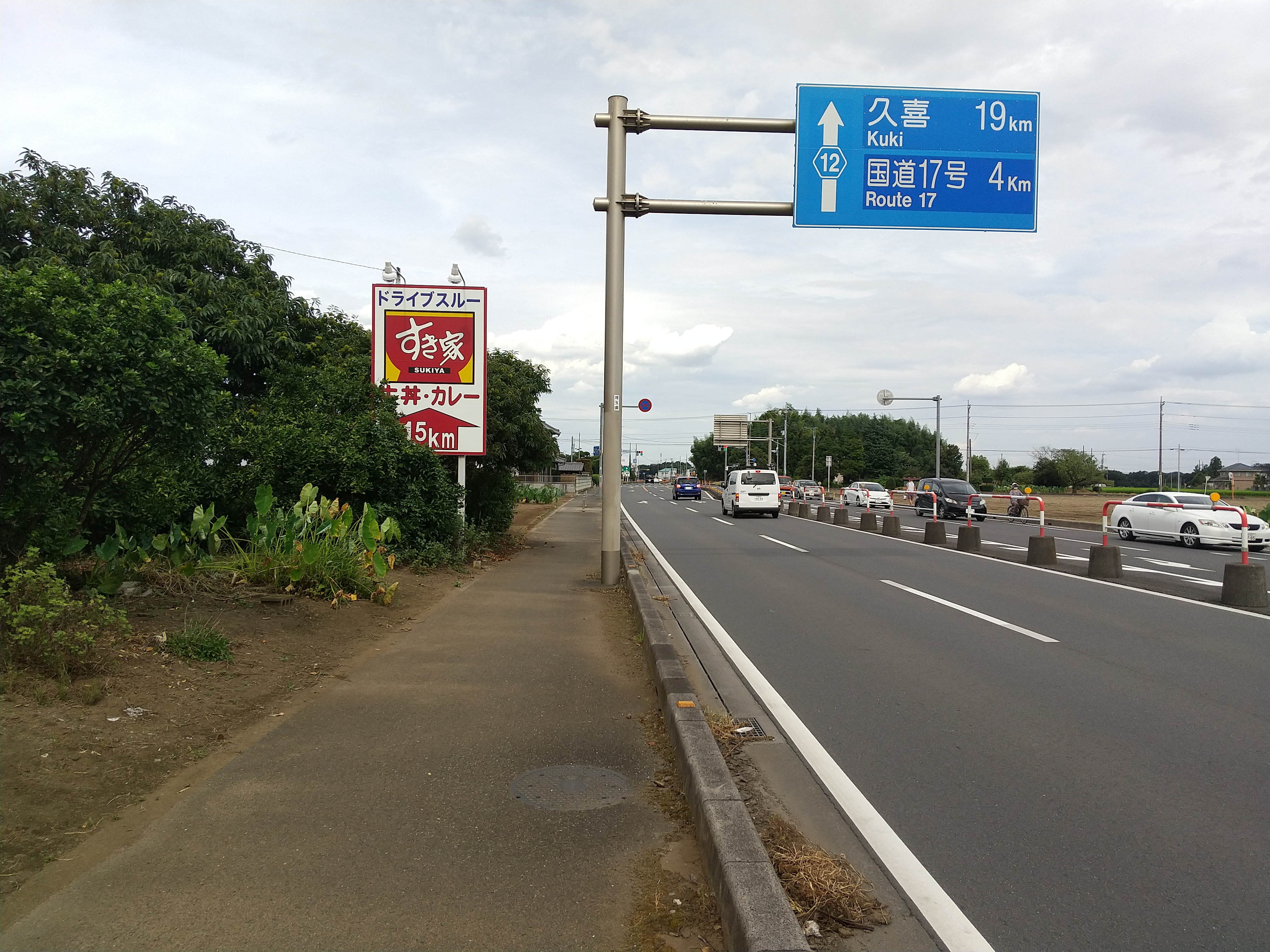
桶川市大字川田谷付近
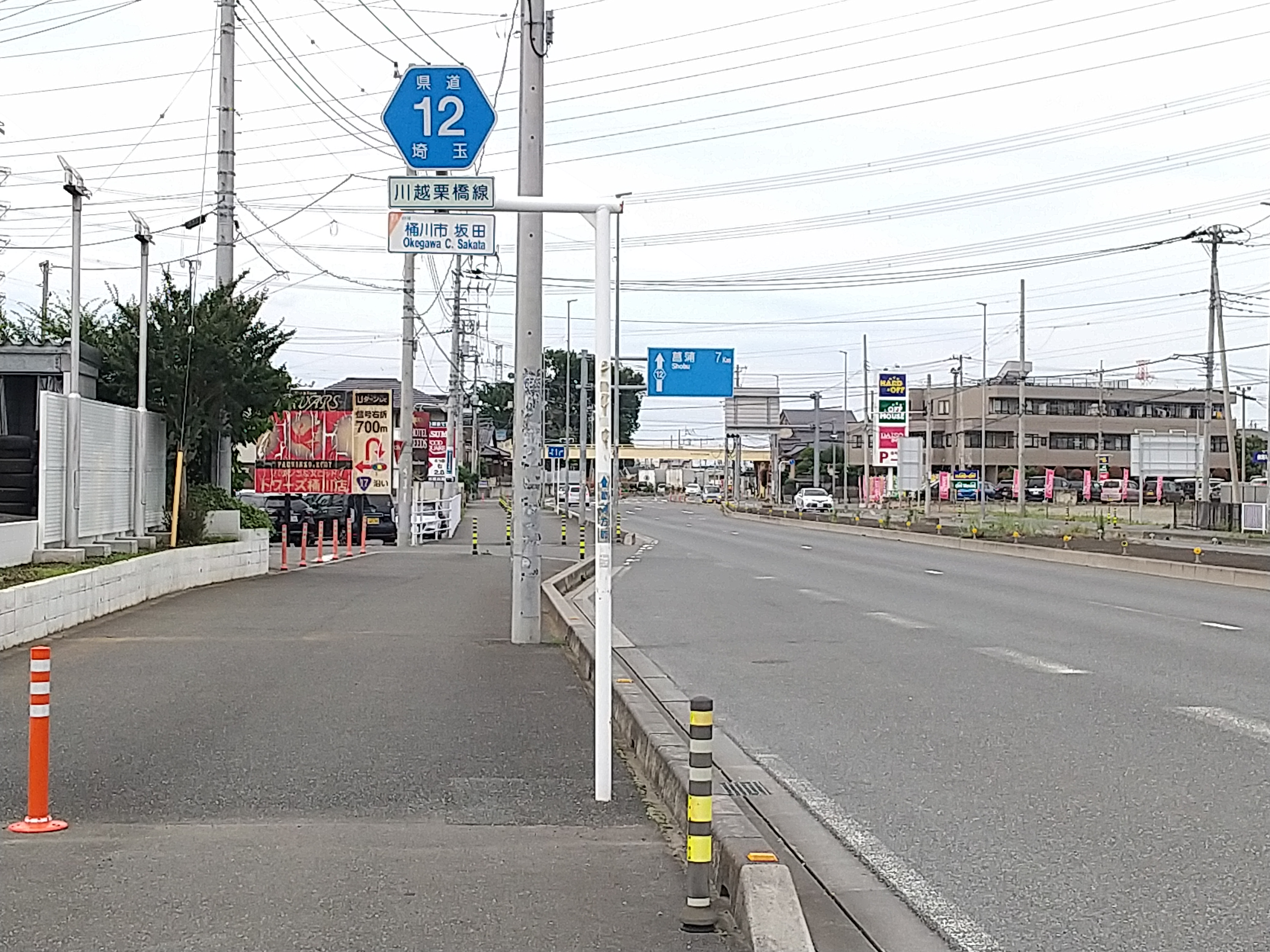
桶川市坂田付近
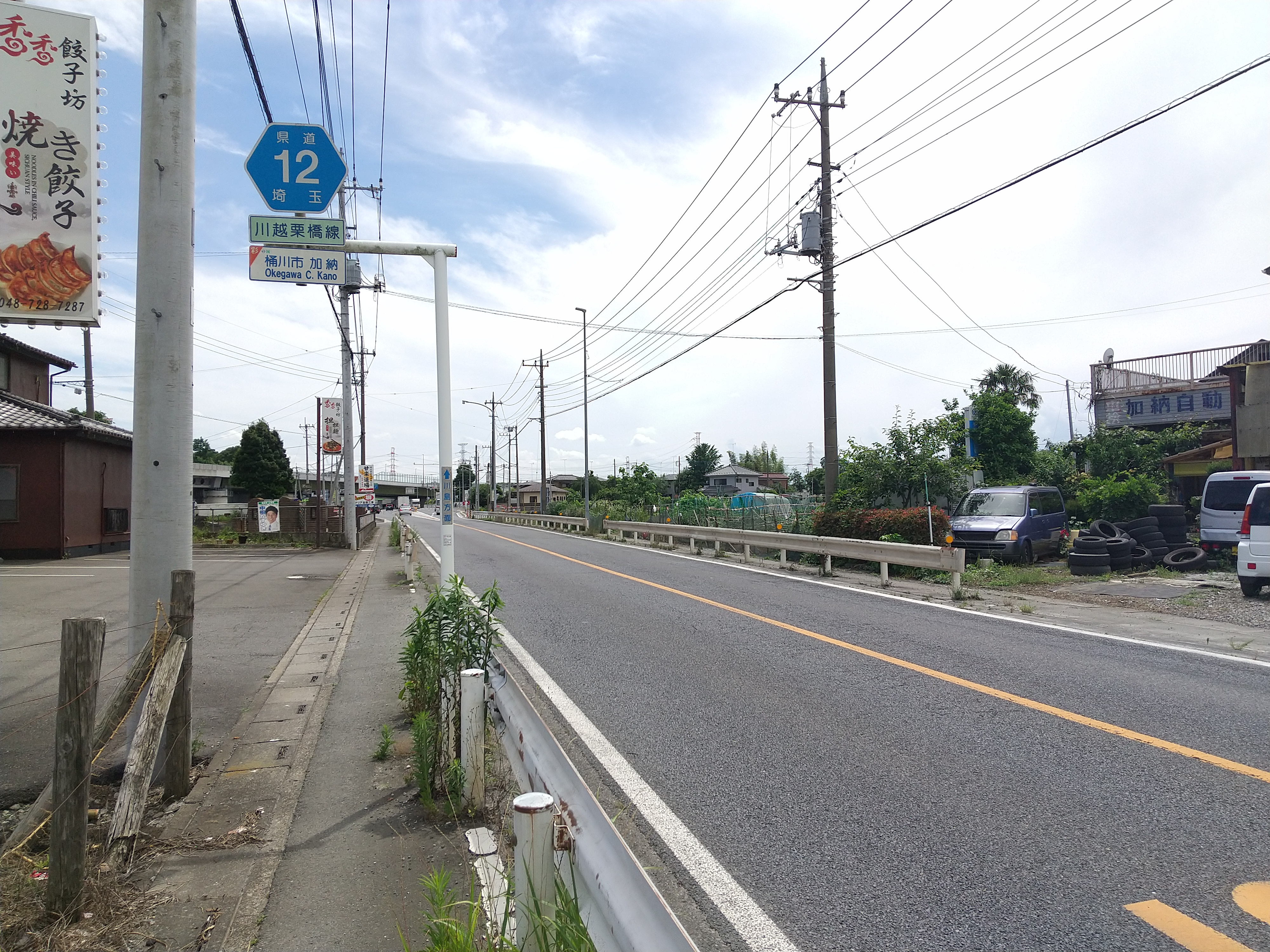
桶川市加納付近
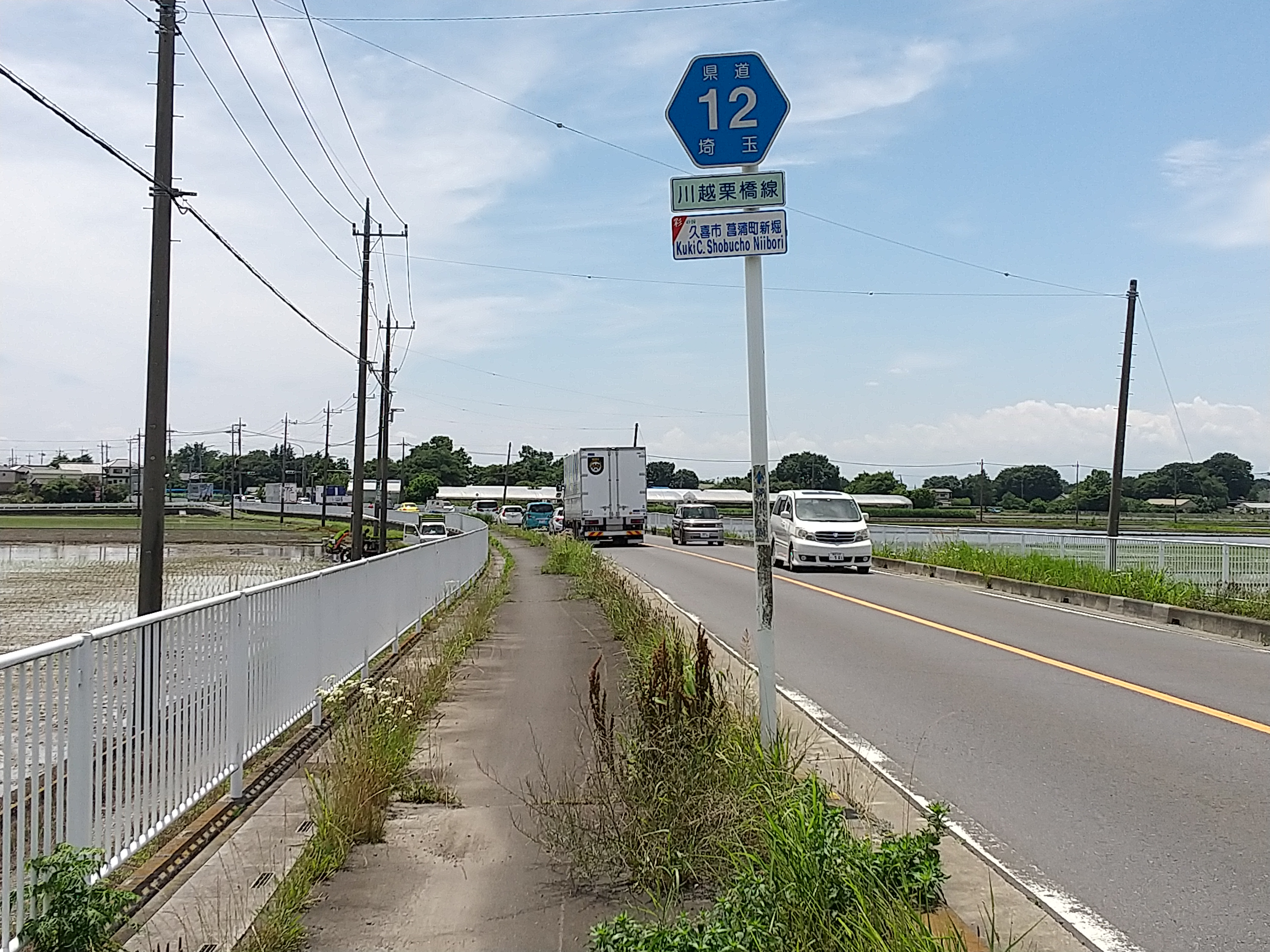
久喜市菖蒲町新堀付近
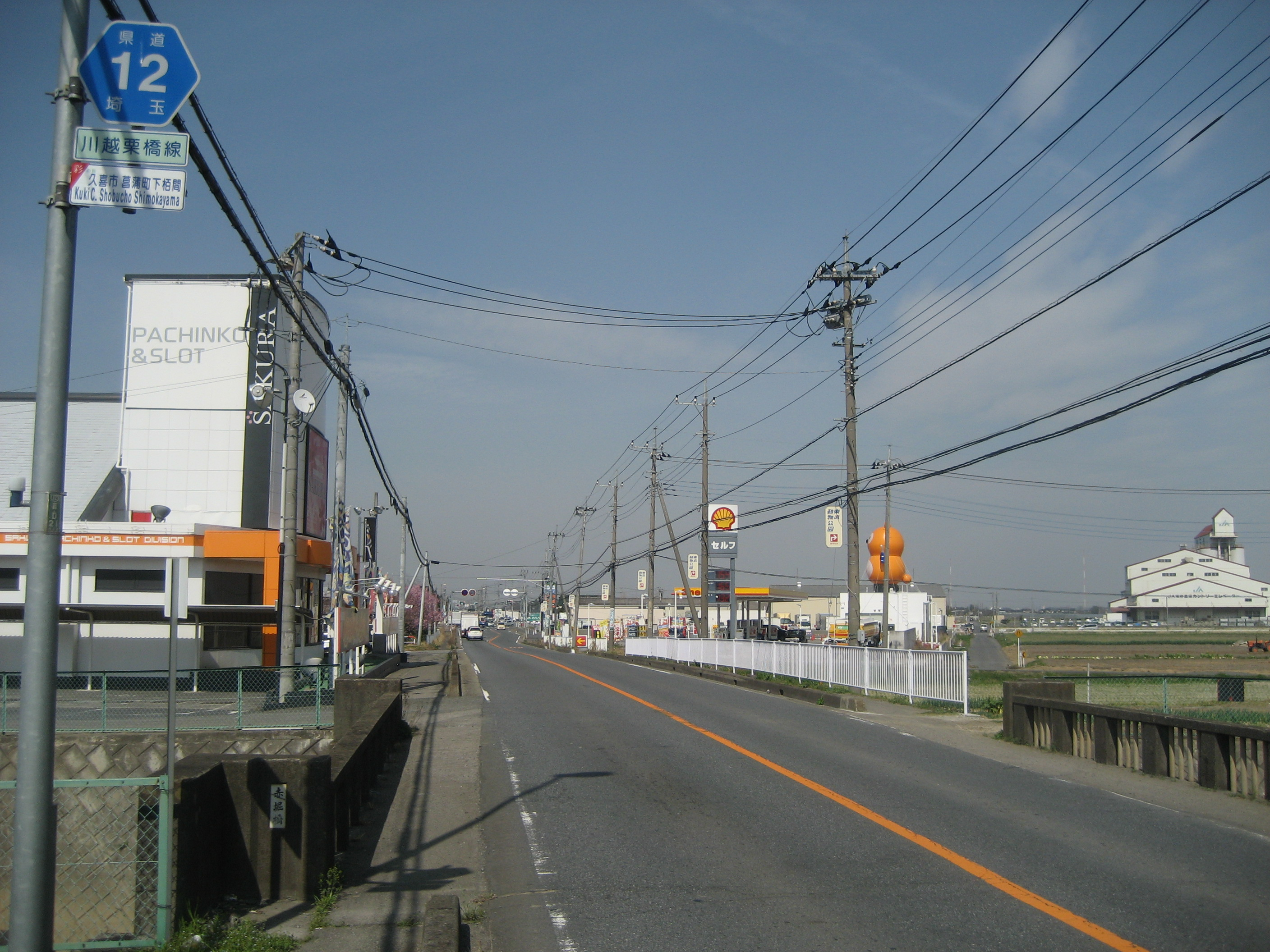
久喜市菖蒲町下栢間付近
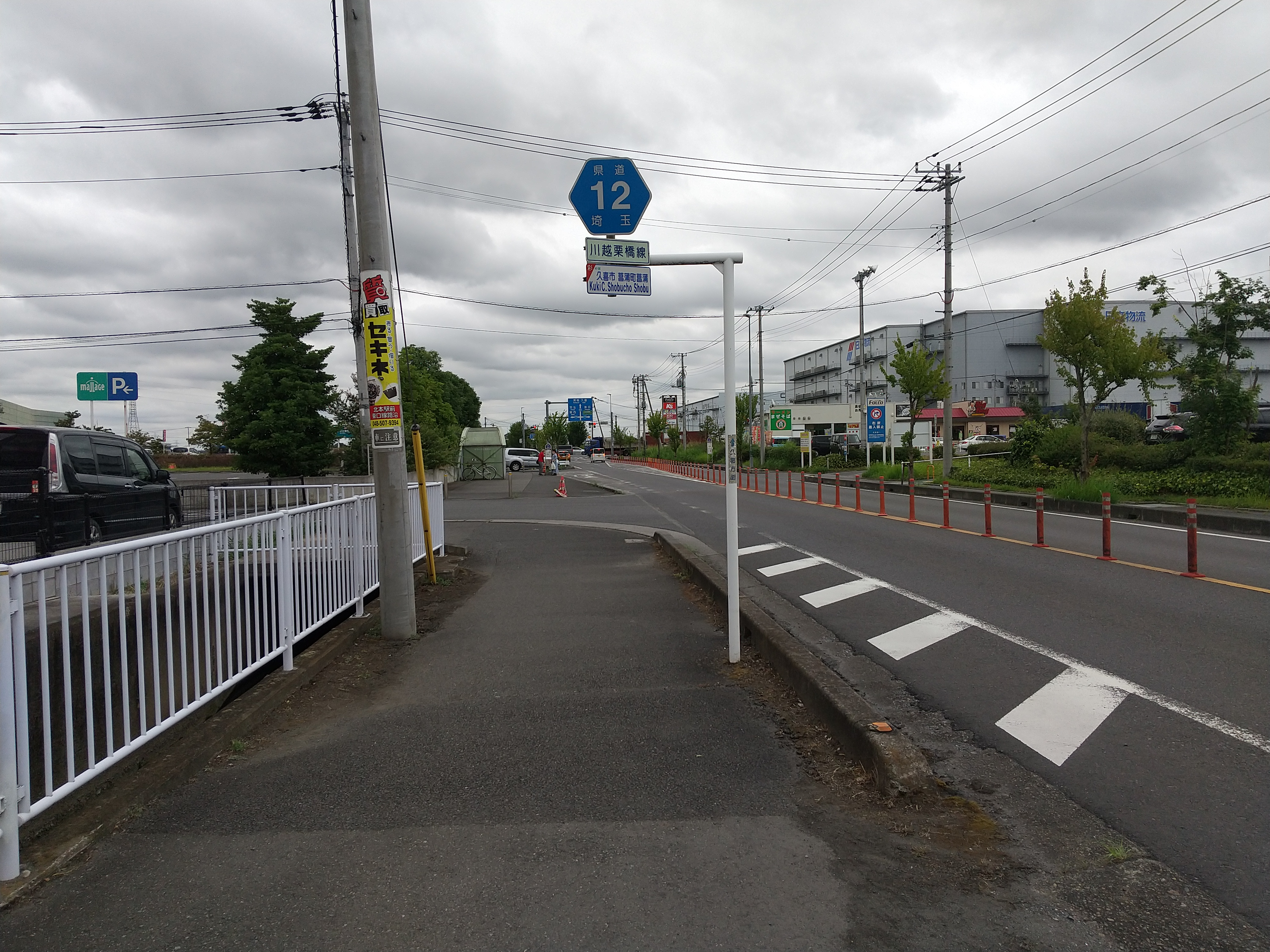
久喜市菖蒲町菖蒲付近
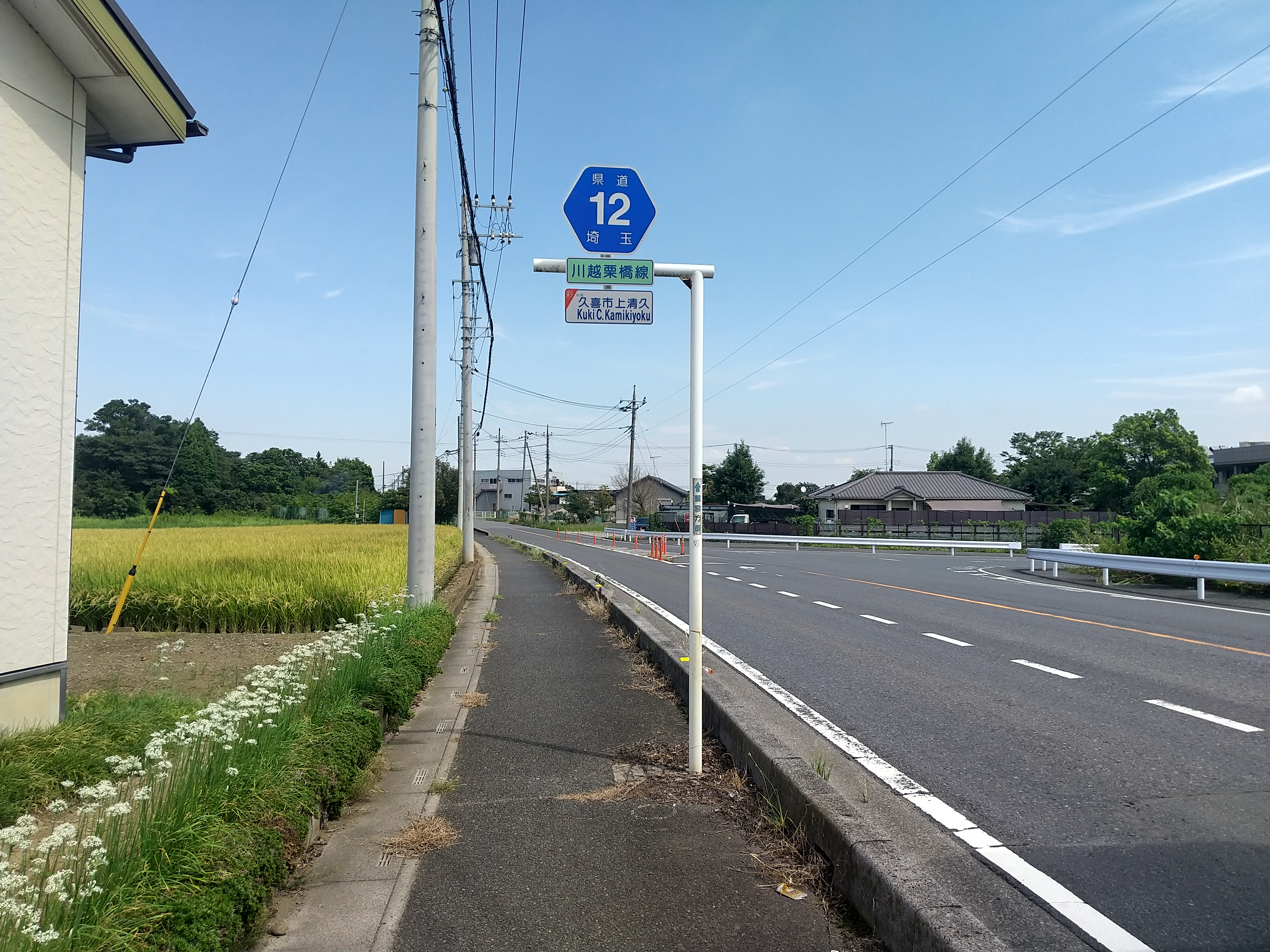
久喜市上清久付近
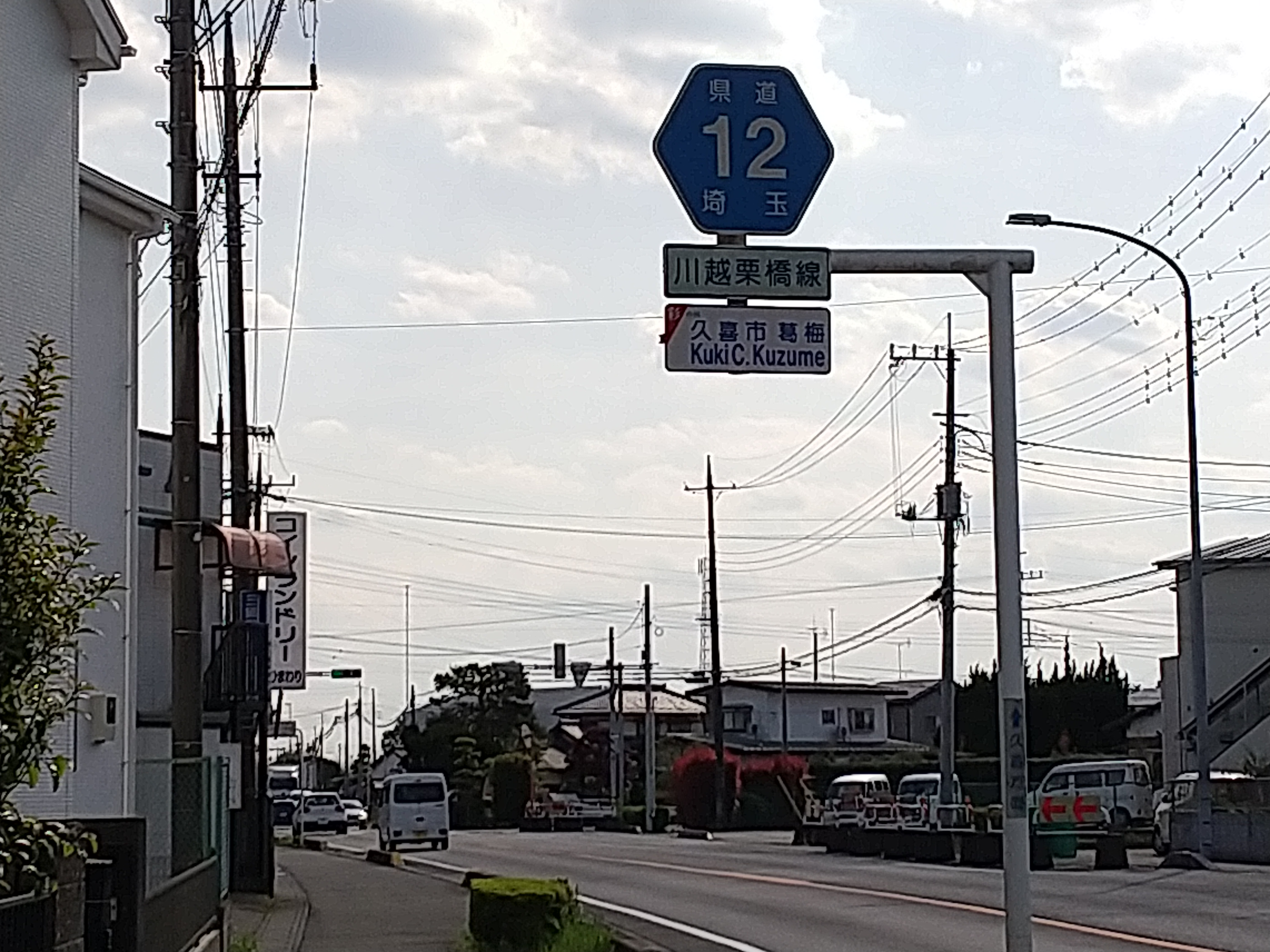
久喜市葛梅付近
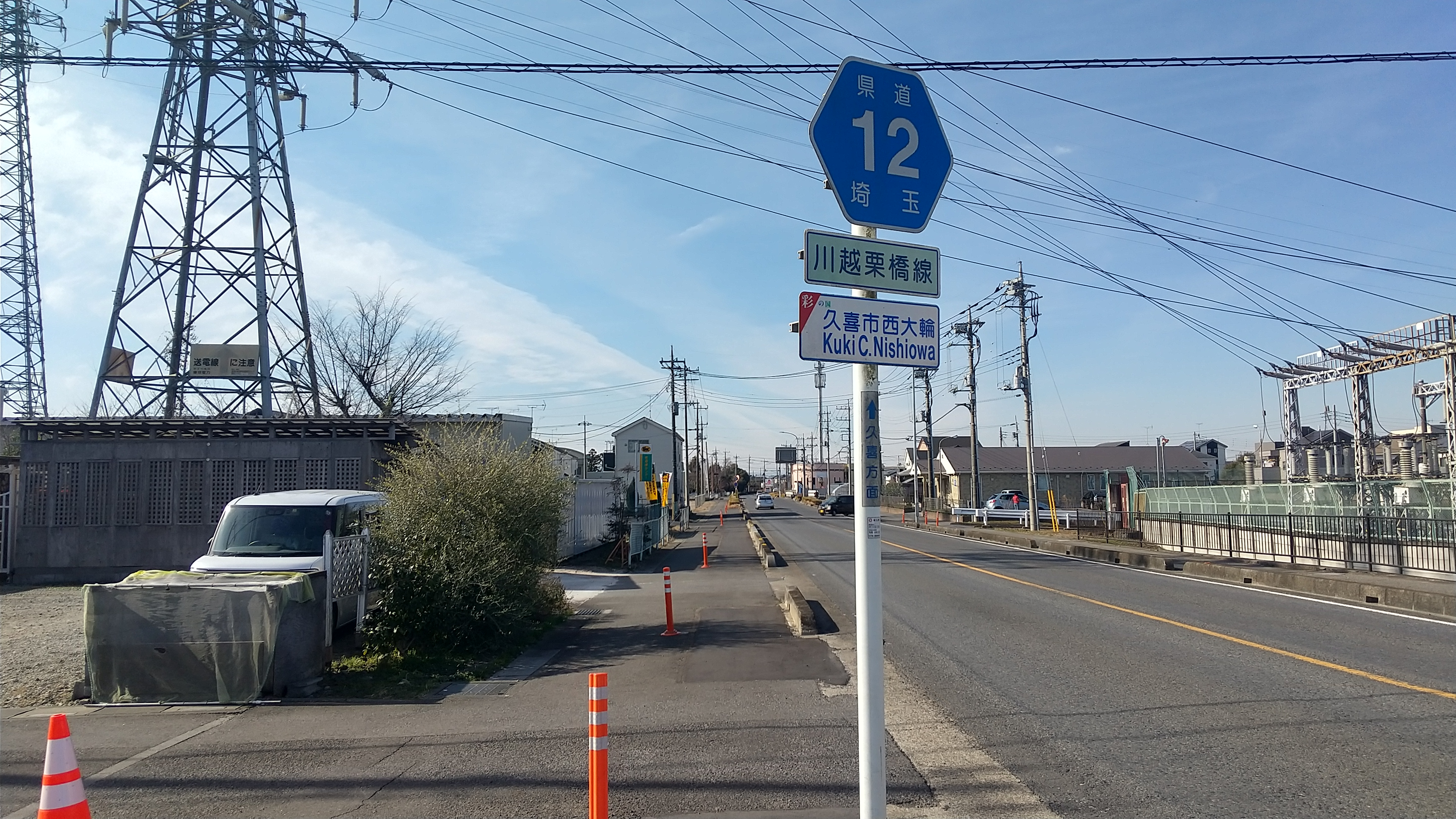
久喜市西大輪付近